# Линецкий, Вадим Вадимович
Вадим Вадимович Линецкий (13 января 1969, Ленинград — 29 января 1999, Лондон) — российский филолог, критик и литературовед, переводчик.

## Биография
В 1985—1990 годах учился на филологическом факультете Ленинградского университета. В конце 1980-х посещал переводческий семинар Э. Л. Линецкой. С 1983 года занимался переводами художественной прозы на русский язык. Публиковался с 1990 года, напечатал ряд статей о творчестве Владимира Набокова и о новейшей русской прозе в журналах «Синтаксис», «Новое литературное обозрение», «Даугава», «Волга», альманахе «Вестник новой литературы». Напечатал также прозаическое сочинение «Кабак имени Достоевского».
В 1994 году опубликовал первую книгу «„Анти-Бахтин“ — лучшая книга о Владимире Набокове», вызвавшую определённую полемику. По мнению Вячеслава Курицына, доказывая тезис о том, что «диалогические и полифонические построения Бахтина на деле тоталитарны», Линецкий «пользуется при этом достаточно грубой, „варварской“ логикой, многие его тезисы легко отвергнуть как совершенно некорректные, многие его высказывания легко осмеять», но по ходу этого «строит свою — не очень внятную, но явно любопытную — систему».
В 1994—1995 годах жил в Клеве (Германия), предпринял попытку поступления в докторантуру Университета Южной Калифорнии. Вернувшись в Петербург, опубликовал вторую книгу, «Текст, до которого трудно добраться» (англ. The Text Which Is Difficult to Reach), на английском языке. В 1996—1997 годах жил в Израиле (Холон), некоторое время работал на кафедре английской филологии Еврейского университета в Иерусалиме, однако попытки получить в этом учебном заведении постоянную работу не увенчались успехом. В этот период опубликовал ряд статей в Интернете, главным образом с использованием постструктуралистского анализа произведений массовой культуры, включая детективный жанр.
После кратковременного пребывания в Германии осенью 1998 г. вместе с матерью перебрался в Великобританию, где обратился за политическим убежищем, утверждая, что в России подвергался преследованиям по религиозным мотивам. На фоне продолжительной депрессии отказался лечить развившееся у него воспаление лёгких и умер в общественной больнице «Уипс-Кросс».

## Научная деятельность
По мнению филолога Ильи Калинина, обе книги Линецкого — «попытка деконструкции, которую он осуществил одновременно применительно к русской литературе и к русской филологии»:

Это была яркая и отчаянная попытка, самоубийственная в своей неуёмной смелости по отношению к любым научным авторитетам.

### Книги
- «Анти-Бахтин» — лучшая книга о Владимире Набокове. — СПб.: Тип. им. Котлякова, 1994. — 216 с. ISBN 5-85569-005-9

Рецензии: Новое литературное обозрение. — 1995. — № 16. — С. 356—358. (Д. Бак); Acta Poética. — 1997—1998. — No. 18-19. — P. 424—430. (Tatiana Bubnova Gulaya) (исп.)
- The Text Which Is Difficult to Reach. — St. Petersburg: NEOquint, 1996. — 218 pp. ISBN 5-87947-015-6

Рецензии: Новое литературное обозрение. — 1997. — № 28. — С. 401—403. (Д. Бак); Die Welt der Slaven. — 1997. — Bd. 42, No. 1. — S. 177—180. (Dirk Uffelmann) (нем.); SubStance. 1997. — Vol. 26, No. 1. — P. 173—175. (Jack van der Weide) (англ.); Comparatist: Journal of the Southern Comparative Literature Association. — 1998. — Vol. 22. — P. 198—201. (Debra Raschke) (англ.)

### Статьи
- О русском национальном патриотизме // Синтаксис. — 1990. — № 27. — С. 3-17.
- «Когда погребают эпоху…» [Рец. на: Э. Лимонов. У нас была Великая Эпоха] // Синтаксис. — 1990. — № 28. — С. 118—125.
- И. Северянин и А. Солженицын // Синтаксис. — 1991. — № 30. — С. 85—95.
- Нужен ли мат русской прозе? // Даугава. — 1991. — № 5-6. — C. 142—148. То же: Вестник новой литературы. — 1992. — № 4.
- Об искренности в литературе // Даугава. — 1992. — № 6. — C. 136—148. То же: Вестник новой литературы. — 1993. — № 5.
- Набоков, или Портрет автора в зеркале // Даугава. — 1993. — № 4. — C. 141—147.
- Парадокс Нарбиковой // Даугава. — 1993. — № 6. — C. 141—146.
- The Function of the Phallus: Lolita and/as Children’s Fiction // Perforations. — 1993. — No. 13. (online edition) (англ.)
- От «гомососа» к «змеесосу» и по ту сторону // Даугава. — 1994. — № 1. — С. 140—149. То же: Волга. — 1994. — № 1. — С. 157—164.
- Шинель структурализма // Новое литературное обозрение. — 1994. — № 5. — C. 38-44.
- The Mechanism of the Production of Ambiguity: Freud’s Dora and Nabokov’s Lolita // Canadian Reivew of Comparative Literature. — 1996. — Vol. XXIII, No. 2. — P. 531—546. (англ.)

### Проза
- Кабак имени Достоевского: Роман-хрестоматия. // Даугава. — 1994. — № 4. — C. 58—75.